# Laguna Grande (Tarija)
Der Laguna Grande ist der größte See einer Gruppe von Seen im Biologischen Schutzgebiet Cordillera de Sama im Departamento Tarija in Bolivien.

## Lage im Nahraum
Die abflusslose Laguna Grande liegt im südöstlichen Teil der kargen Hochebene des bolivianischen Altiplano in der Pampa de Tajsara ("Tajsara-Ebene"), die sich etwa 25 Kilometer in Nord-Süd-Richtung und 10 Kilometer in Ost-West-Richtung erstreckt. Die Ebene wird nach Westen hin durch nord-südlich verlaufende Höhenrücken der Cordillera de Sama begrenzt. Der See liegt auf einer Höhe von 3645 m und hat eine Fläche von etwa acht Quadratkilometern, die jedoch je nach Niederschlag und Jahreszeit Schwankungen unterworfen ist. Der See weist aufgrund des fehlenden Abflusses und der geringen Tiefe einen hohen Salzgehalt auf. Trotzdem wird das Wasser landwirtschaftlich genutzt, was in Verbindung mit dem Klimawandel im regenarmen Winter bis zur teilweisen Austrocknung führen kann.

## Lagunas de Tajsara
In der Ebene liegt eine Reihe von abflusslosen Seen, von denen der See mit etwa 2 bis 3 Kilometer Länge und Breite der größte ist und daher seinen Namen "Laguna Grande" trägt. Zwei weitere Seen in der Ebene sind noch von nennenswerter Größe, die Laguna Tajzara etwa sechs Kilometer nördlich der Laguna Grande, und die "Laguna Patanka" etwa fünf Kilometer nordöstlich der Laguna Grande. Daneben gibt es je nach Niederschlag und Jahreszeit weitere kleine Seen zwischen der Laguna Grande und der Laguna Tajzara. 

## Geographie

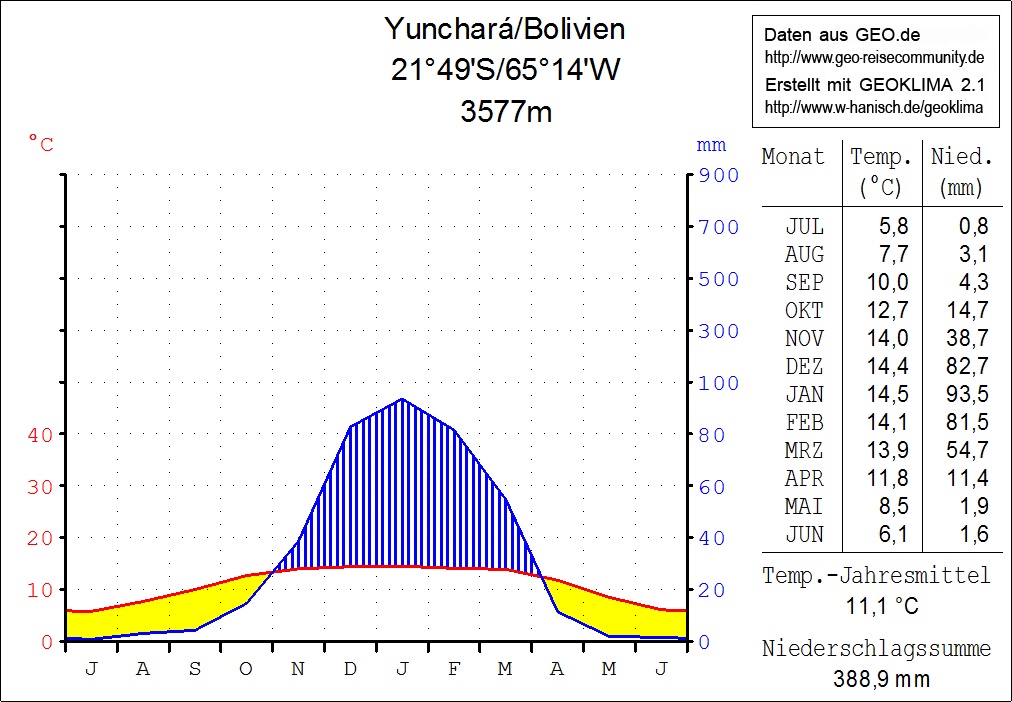
Klimadiagramm Yunchará

Das Klima ist wegen der Binnenlage kühl und trocken und durch ein typisches Tageszeitenklima gekennzeichnet, bei dem die mittleren Temperaturschwankungen zwischen Tag und Nacht in der Regel deutlich größer sind als die jahreszeitlichen Temperaturschwankungen.
Die Jahresdurchschnittstemperatur liegt bei 11 °C und schwankt nur unwesentlich zwischen gut 6 °C im Juni/Juli und gut 14 °C von November bis März (siehe Klimadiagramm Yunchará). Der Jahresniederschlag beträgt nur knapp 400 mm, mit einer stark ausgeprägten Trockenzeit von April bis Oktober mit Monatsniederschlägen unter 15 mm, und einer Feuchtezeit von Dezember bis Februar mit 80 bis 95 mm Monatsniederschlag.

## Besiedlung
Die Tajsara-Ebene weist nur eine geringfügige Besiedlung auf. Nennenswerte Ortschaften in der Ebene sind Pujzara, Vicuñayoj, Muñayoj, Arenales und Copacabana. Durch das Tal vorbei am Tajsara-See führt der "Camino Principal Tarija - Villazón", nahegelegene größere Ortschaften sind Iscayachi (621 Einwohner) und Yunchará (138 Einwohner). (Volkszählung 2001)